# أرتور كروز راميريز
أرتور كروز راميريز (بالإسبانية: Arturo Cruz Ramírez)‏ هو سياسي مكسيكي، ولد في 15 ديسمبر 1952 في مدينة مكسيكو في المكسيك. حزبياً، نشط في حزب الثورة الديمقراطية. وقد انتخب عضو مجلس النواب المكسيك.